# СР Југославија на Летњим олимпијским играма 1996.
ЛОИ одржане у Атланти, САД су биле прво учешће спортиста из СР Југославије на Летњим олимпијским играма.
СР Југославија је на ове игре овај пут послала 68 такмичара који су учествовали у 13 спортских дисциплина (атлетика, ватерполо, дизање тегова, кајак и кану, кошарка, мачевање, одбојка, пливање, рвање, скокови у воду, стони тенис, стрељаштво, џудо). Најуспешнији представник је била Александра Ивошев која је освојила две медаље, златну и бронзану, у стрељаштву.

### Освојене медаље на ЛОИ
| Освојене медаље југословенских спортиста на ЛОИ 1996. |            |       |        |        |        |
| Спортиста                                             | Спорт      | Злато | Сребро | Бронза | Укупно |
| Александра Ивошев                                     | Стрељаштво | 1     | 0      | 1      | 2      |
| Кошаркашка репрезентација                             | Кошарка    | 0     | 1      | 0      | 1      |
| Одбојкашка репрезентација                             | Одбојка    | 0     | 0      | 1      | 1      |
| Укупно                                                | 3          | 1     | 1      | 2      | 4      |